# Fondation des Nations unies
La Fondation pour les Nations unies (UNF) est une institution de bienfaisance publique dont le but est d'aider à la mise en œuvre des buts et objectifs de la Charte des Nations unies par la création et la mise en pratique de partenariats publics-privés et par la promotion des différentes actions.

## Historique
La Fondation pour les Nations unies a été lancée en 1998 avec un don d'un milliard de dollars de Ted Turner pour soutenir les causes des Nations unies. La création de la Fondation avait pour but d'encourager d'autres donateurs à soutenir également l'ONU dans ses activités.

Les principaux domaines d'intervention de la Fondation sont :
- la santé des enfants,
- le changement climatique et l'énergie,
- le développement durable,
- la technologie, les femmes,
- les filles et la population
- le soutien aux activités des Nations unies.   Parmi les plus grandes campagnes mondiales auxquelles la Fondation des Nations unies a participé, mentionnons Nothing But Nets, l'Initiative contre la rougeole et la rubéole, la Global Alliance for Clean Cookstoves, Girl Up, Shot@Life, la Digital Impact Alliance et la Better World Campaign, entre autres.

## Mission
L'objectif initial de la Fondation pour les Nations unies était de renforcer l'appui aux causes des Nations unies et de veiller à ce que les États-Unis honorent leurs engagements envers les Nations unies. Depuis sa création, la Fondation des Nations unies et la Campagne pour un monde meilleur ont accordé des subventions pour soutenir les objectifs de l'ONU dans le monde entier. La Fondation pour les Nations unies est la principale source de financement privé de l'ONU. En collaboration avec l'ONU, ils ont créé le Fonds des Nations unies pour les partenariats internationaux, qui sert de contrepartie de l'ONU à la Fondation.
La Fondation pour les Nations unies a recueilli plus de 1,2 milliard de dollars à d'autres endroits, notamment auprès d'autres fondations, d'entreprises, d'ONG et de particuliers. La Fondation travaille également avec des partenaires des Nations unies afin de fournir des recommandations politiques et des propositions de projets. La Fondation et son organisation sœur, The Better World Campaign, ont contribué à sensibiliser les décideurs politiques mondiaux et le public à l'ONU et à obtenir leur soutien.La répartition budgétaire actuelle de la Fondation des Nations unies est de 115,7 millions de dollars pour les services des programmes, 7,3 millions de dollars pour la collecte de fonds et 11,8 millions de dollars pour la gestion et les frais généraux.

## Rôle de Ted Turner
Le magnat américain Ted Turner, qui en 1996 possédait 3,2 milliards de dollars en raison de la valeur son entreprise Time Warner, a décidé de faire une contribution d'un milliard de dollars à l'ONU. Avant de faire un don à l'ONU, Turner était un partisan de la protection de l'environnement, en particulier dans la lutte contre le réchauffement climatique. Turner croyait que son don de 100 millions de dollars par an sur une période de 10 ans ferait une différence dans la direction des Nations unies, et qu'il pourrait utiliser ce don pour encourager d'autres membres riches de la société à faire des contributions financières aux travaux de l'ONU. En donnant près d'un tiers de sa fortune  Ted Turner a eu une influence majeure dans le mouvement des promesses de don.